# Меридијан (Пенсилванија)
Меридијан (енгл. Meridian) насељено је место без административног статуса у америчкој савезној држави Пенсилванија.

## Демографија
По попису из 2010. године број становника је 3.881, што је 87 (2,3%) становника више него 2000. године.
| Група             | 2000.         | 2010.         |
| Белци             | 3.752 (98,9%) | 3.785 (97,5%) |
| Афроамериканци    | 7 (0,2%)      | 14 (0,4%)     |
| Азијати           | 11 (0,3%)     | 8 (0,2%)      |
| Хиспаноамериканци | 14 (0,4%)     | 41 (1,1%)     |
| Укупно            | 3.794         | 3.881         |